# 나미비아 축구 국가대표팀
나미비아 축구 국가대표팀(영어: Namibia national football team)은 나미비아를 대표하는 축구 국가대표팀으로 나미비아 축구 협회에서 관리한다. 아프리카 축구 최약체로 평가되는 팀들 중 하나로 1989년 5월 16일 앙골라와의 친선 경기를 통해 국제 A매치 데뷔전을 가졌고 '용감한 전사들'이라는 별칭으로 알려져 있으며 현재 빈트후크의 인디펜던스 스타디움을 홈 구장으로 사용하고 있다.

## 국제 대회 경력

### FIFA 월드컵
현재까지 월드컵 본선 경험은 전무하며 2014년 FIFA 월드컵 아프리카 지역 예선 8경기에서 3승 2무 3패로 나미비아 축구 역사상 월드컵 지역 예선 최다 승점 기록을 경신했고 이 과정에서 10골을 뽑아내며 월드컵 지역 예선 최다 득점 기록도 갈아치웠다.

### 아프리카 네이션스컵
아프리카 네이션스컵 본선에는 4번 출전하여 이전 3번의 대회에서는 모두 단 1승도 거두지 못하고 조별리그에서 탈락했지만 마침내 2023년 대회에서 나미비아 축구 역사상 첫 메이저 대회 16강 진출의 대업을 달성했다.

### 아프리카 네이션스 챔피언십
자국 리그에서 활동하는 선수들만 참가할 수 있는 아프리카 네이션스 챔피언십 본선에는 2018년 대회에 유일하게 참가하여 이 대회에서 8강 진출의 성과를 거두었다.

## 기타 국제 대회 경력
COSAFA컵에는 22번의 대회 중 2015년 대회에서 사상 첫 국제 대회 우승컵을 들어올렸고 1997년 1999년 대회에서는 준우승을 차지하면서 모든 국제 대회를 통틀어 가장 좋은 성과를 남겼다.

## FIFA 월드컵 (본선)
| 년도   | 결과                                 | 순위                                 | 경기                                 | 승                                   | 무*                                  | 패                                   | 득점                                 | 실점                                 | 승점                                 |
| ------ | ------------------------------------ | ------------------------------------ | ------------------------------------ | ------------------------------------ | ------------------------------------ | ------------------------------------ | ------------------------------------ | ------------------------------------ | ------------------------------------ |
| 1930년 | 독립 이전 (남아프리카 공화국의 지배) | 독립 이전 (남아프리카 공화국의 지배) | 독립 이전 (남아프리카 공화국의 지배) | 독립 이전 (남아프리카 공화국의 지배) | 독립 이전 (남아프리카 공화국의 지배) | 독립 이전 (남아프리카 공화국의 지배) | 독립 이전 (남아프리카 공화국의 지배) | 독립 이전 (남아프리카 공화국의 지배) | 독립 이전 (남아프리카 공화국의 지배) |
| 1934년 | 독립 이전 (남아프리카 공화국의 지배) | 독립 이전 (남아프리카 공화국의 지배) | 독립 이전 (남아프리카 공화국의 지배) | 독립 이전 (남아프리카 공화국의 지배) | 독립 이전 (남아프리카 공화국의 지배) | 독립 이전 (남아프리카 공화국의 지배) | 독립 이전 (남아프리카 공화국의 지배) | 독립 이전 (남아프리카 공화국의 지배) | 독립 이전 (남아프리카 공화국의 지배) |
| 1938년 | 독립 이전 (남아프리카 공화국의 지배) | 독립 이전 (남아프리카 공화국의 지배) | 독립 이전 (남아프리카 공화국의 지배) | 독립 이전 (남아프리카 공화국의 지배) | 독립 이전 (남아프리카 공화국의 지배) | 독립 이전 (남아프리카 공화국의 지배) | 독립 이전 (남아프리카 공화국의 지배) | 독립 이전 (남아프리카 공화국의 지배) | 독립 이전 (남아프리카 공화국의 지배) |
| 1950년 | 독립 이전 (남아프리카 공화국의 지배) | 독립 이전 (남아프리카 공화국의 지배) | 독립 이전 (남아프리카 공화국의 지배) | 독립 이전 (남아프리카 공화국의 지배) | 독립 이전 (남아프리카 공화국의 지배) | 독립 이전 (남아프리카 공화국의 지배) | 독립 이전 (남아프리카 공화국의 지배) | 독립 이전 (남아프리카 공화국의 지배) | 독립 이전 (남아프리카 공화국의 지배) |
| 1954년 | 독립 이전 (남아프리카 공화국의 지배) | 독립 이전 (남아프리카 공화국의 지배) | 독립 이전 (남아프리카 공화국의 지배) | 독립 이전 (남아프리카 공화국의 지배) | 독립 이전 (남아프리카 공화국의 지배) | 독립 이전 (남아프리카 공화국의 지배) | 독립 이전 (남아프리카 공화국의 지배) | 독립 이전 (남아프리카 공화국의 지배) | 독립 이전 (남아프리카 공화국의 지배) |
| 1958년 | 독립 이전 (남아프리카 공화국의 지배) | 독립 이전 (남아프리카 공화국의 지배) | 독립 이전 (남아프리카 공화국의 지배) | 독립 이전 (남아프리카 공화국의 지배) | 독립 이전 (남아프리카 공화국의 지배) | 독립 이전 (남아프리카 공화국의 지배) | 독립 이전 (남아프리카 공화국의 지배) | 독립 이전 (남아프리카 공화국의 지배) | 독립 이전 (남아프리카 공화국의 지배) |
| 1962년 | 독립 이전 (남아프리카 공화국의 지배) | 독립 이전 (남아프리카 공화국의 지배) | 독립 이전 (남아프리카 공화국의 지배) | 독립 이전 (남아프리카 공화국의 지배) | 독립 이전 (남아프리카 공화국의 지배) | 독립 이전 (남아프리카 공화국의 지배) | 독립 이전 (남아프리카 공화국의 지배) | 독립 이전 (남아프리카 공화국의 지배) | 독립 이전 (남아프리카 공화국의 지배) |
| 1966년 | 독립 이전 (남아프리카 공화국의 지배) | 독립 이전 (남아프리카 공화국의 지배) | 독립 이전 (남아프리카 공화국의 지배) | 독립 이전 (남아프리카 공화국의 지배) | 독립 이전 (남아프리카 공화국의 지배) | 독립 이전 (남아프리카 공화국의 지배) | 독립 이전 (남아프리카 공화국의 지배) | 독립 이전 (남아프리카 공화국의 지배) | 독립 이전 (남아프리카 공화국의 지배) |
| 1970년 | 독립 이전 (남아프리카 공화국의 지배) | 독립 이전 (남아프리카 공화국의 지배) | 독립 이전 (남아프리카 공화국의 지배) | 독립 이전 (남아프리카 공화국의 지배) | 독립 이전 (남아프리카 공화국의 지배) | 독립 이전 (남아프리카 공화국의 지배) | 독립 이전 (남아프리카 공화국의 지배) | 독립 이전 (남아프리카 공화국의 지배) | 독립 이전 (남아프리카 공화국의 지배) |
| 1974년 | 독립 이전 (남아프리카 공화국의 지배) | 독립 이전 (남아프리카 공화국의 지배) | 독립 이전 (남아프리카 공화국의 지배) | 독립 이전 (남아프리카 공화국의 지배) | 독립 이전 (남아프리카 공화국의 지배) | 독립 이전 (남아프리카 공화국의 지배) | 독립 이전 (남아프리카 공화국의 지배) | 독립 이전 (남아프리카 공화국의 지배) | 독립 이전 (남아프리카 공화국의 지배) |
| 1978년 | 독립 이전 (남아프리카 공화국의 지배) | 독립 이전 (남아프리카 공화국의 지배) | 독립 이전 (남아프리카 공화국의 지배) | 독립 이전 (남아프리카 공화국의 지배) | 독립 이전 (남아프리카 공화국의 지배) | 독립 이전 (남아프리카 공화국의 지배) | 독립 이전 (남아프리카 공화국의 지배) | 독립 이전 (남아프리카 공화국의 지배) | 독립 이전 (남아프리카 공화국의 지배) |
| 1982년 | 독립 이전 (남아프리카 공화국의 지배) | 독립 이전 (남아프리카 공화국의 지배) | 독립 이전 (남아프리카 공화국의 지배) | 독립 이전 (남아프리카 공화국의 지배) | 독립 이전 (남아프리카 공화국의 지배) | 독립 이전 (남아프리카 공화국의 지배) | 독립 이전 (남아프리카 공화국의 지배) | 독립 이전 (남아프리카 공화국의 지배) | 독립 이전 (남아프리카 공화국의 지배) |
| 1986년 | 독립 이전 (남아프리카 공화국의 지배) | 독립 이전 (남아프리카 공화국의 지배) | 독립 이전 (남아프리카 공화국의 지배) | 독립 이전 (남아프리카 공화국의 지배) | 독립 이전 (남아프리카 공화국의 지배) | 독립 이전 (남아프리카 공화국의 지배) | 독립 이전 (남아프리카 공화국의 지배) | 독립 이전 (남아프리카 공화국의 지배) | 독립 이전 (남아프리카 공화국의 지배) |
| 1990년 | 독립 이전 (남아프리카 공화국의 지배) | 독립 이전 (남아프리카 공화국의 지배) | 독립 이전 (남아프리카 공화국의 지배) | 독립 이전 (남아프리카 공화국의 지배) | 독립 이전 (남아프리카 공화국의 지배) | 독립 이전 (남아프리카 공화국의 지배) | 독립 이전 (남아프리카 공화국의 지배) | 독립 이전 (남아프리카 공화국의 지배) | 독립 이전 (남아프리카 공화국의 지배) |
| 1994년 | 예선 탈락                            | 예선 탈락                            | 예선 탈락                            | 예선 탈락                            | 예선 탈락                            | 예선 탈락                            | 예선 탈락                            | 예선 탈락                            | 예선 탈락                            |
| 1998년 | 예선 탈락                            | 예선 탈락                            | 예선 탈락                            | 예선 탈락                            | 예선 탈락                            | 예선 탈락                            | 예선 탈락                            | 예선 탈락                            | 예선 탈락                            |
| 2002년 | 예선 탈락                            | 예선 탈락                            | 예선 탈락                            | 예선 탈락                            | 예선 탈락                            | 예선 탈락                            | 예선 탈락                            | 예선 탈락                            | 예선 탈락                            |
| 2006년 | 예선 탈락                            | 예선 탈락                            | 예선 탈락                            | 예선 탈락                            | 예선 탈락                            | 예선 탈락                            | 예선 탈락                            | 예선 탈락                            | 예선 탈락                            |
| 2010년 | 예선 탈락                            | 예선 탈락                            | 예선 탈락                            | 예선 탈락                            | 예선 탈락                            | 예선 탈락                            | 예선 탈락                            | 예선 탈락                            | 예선 탈락                            |
| 2014년 | 예선 탈락                            | 예선 탈락                            | 예선 탈락                            | 예선 탈락                            | 예선 탈락                            | 예선 탈락                            | 예선 탈락                            | 예선 탈락                            | 예선 탈락                            |
| 2018년 | 예선 탈락                            | 예선 탈락                            | 예선 탈락                            | 예선 탈락                            | 예선 탈락                            | 예선 탈락                            | 예선 탈락                            | 예선 탈락                            | 예선 탈락                            |
| 합계   |                                      |                                      |                                      |                                      |                                      |                                      |                                      |                                      |                                      |

### FIFA 월드컵 (예선)
| 1930년 | 독립 이전 (남아프리카 공화국의 지배)          | 독립 이전 (남아프리카 공화국의 지배)          | 독립 이전 (남아프리카 공화국의 지배)          | 독립 이전 (남아프리카 공화국의 지배)          | 독립 이전 (남아프리카 공화국의 지배)          | 독립 이전 (남아프리카 공화국의 지배)          | 독립 이전 (남아프리카 공화국의 지배)          |                                               |                                               |
| 1934년 | 독립 이전 (남아프리카 공화국의 지배)          | 독립 이전 (남아프리카 공화국의 지배)          | 독립 이전 (남아프리카 공화국의 지배)          | 독립 이전 (남아프리카 공화국의 지배)          | 독립 이전 (남아프리카 공화국의 지배)          | 독립 이전 (남아프리카 공화국의 지배)          | 독립 이전 (남아프리카 공화국의 지배)          |                                               |                                               |
| 1938년 | 독립 이전 (남아프리카 공화국의 지배)          | 독립 이전 (남아프리카 공화국의 지배)          | 독립 이전 (남아프리카 공화국의 지배)          | 독립 이전 (남아프리카 공화국의 지배)          | 독립 이전 (남아프리카 공화국의 지배)          | 독립 이전 (남아프리카 공화국의 지배)          | 독립 이전 (남아프리카 공화국의 지배)          |                                               |                                               |
| 1950년 | 독립 이전 (남아프리카 공화국의 지배)          | 독립 이전 (남아프리카 공화국의 지배)          | 독립 이전 (남아프리카 공화국의 지배)          | 독립 이전 (남아프리카 공화국의 지배)          | 독립 이전 (남아프리카 공화국의 지배)          | 독립 이전 (남아프리카 공화국의 지배)          | 독립 이전 (남아프리카 공화국의 지배)          |                                               |                                               |
| 1954년 | 독립 이전 (남아프리카 공화국의 지배)          | 독립 이전 (남아프리카 공화국의 지배)          | 독립 이전 (남아프리카 공화국의 지배)          | 독립 이전 (남아프리카 공화국의 지배)          | 독립 이전 (남아프리카 공화국의 지배)          | 독립 이전 (남아프리카 공화국의 지배)          | 독립 이전 (남아프리카 공화국의 지배)          |                                               |                                               |
| 1958년 | 독립 이전 (남아프리카 공화국의 지배)          | 독립 이전 (남아프리카 공화국의 지배)          | 독립 이전 (남아프리카 공화국의 지배)          | 독립 이전 (남아프리카 공화국의 지배)          | 독립 이전 (남아프리카 공화국의 지배)          | 독립 이전 (남아프리카 공화국의 지배)          | 독립 이전 (남아프리카 공화국의 지배)          |                                               |                                               |
| 1962년 | 독립 이전 (남아프리카 공화국의 지배)          | 독립 이전 (남아프리카 공화국의 지배)          | 독립 이전 (남아프리카 공화국의 지배)          | 독립 이전 (남아프리카 공화국의 지배)          | 독립 이전 (남아프리카 공화국의 지배)          | 독립 이전 (남아프리카 공화국의 지배)          | 독립 이전 (남아프리카 공화국의 지배)          |                                               |                                               |
| 1966년 | 독립 이전 (남아프리카 공화국의 지배)          | 독립 이전 (남아프리카 공화국의 지배)          | 독립 이전 (남아프리카 공화국의 지배)          | 독립 이전 (남아프리카 공화국의 지배)          | 독립 이전 (남아프리카 공화국의 지배)          | 독립 이전 (남아프리카 공화국의 지배)          | 독립 이전 (남아프리카 공화국의 지배)          |                                               |                                               |
| 1970년 | 독립 이전 (남아프리카 공화국의 지배)          | 독립 이전 (남아프리카 공화국의 지배)          | 독립 이전 (남아프리카 공화국의 지배)          | 독립 이전 (남아프리카 공화국의 지배)          | 독립 이전 (남아프리카 공화국의 지배)          | 독립 이전 (남아프리카 공화국의 지배)          | 독립 이전 (남아프리카 공화국의 지배)          |                                               |                                               |
| 1974년 | 독립 이전 (남아프리카 공화국의 지배)          | 독립 이전 (남아프리카 공화국의 지배)          | 독립 이전 (남아프리카 공화국의 지배)          | 독립 이전 (남아프리카 공화국의 지배)          | 독립 이전 (남아프리카 공화국의 지배)          | 독립 이전 (남아프리카 공화국의 지배)          | 독립 이전 (남아프리카 공화국의 지배)          |                                               |                                               |
| 1978년 | 독립 이전 (남아프리카 공화국의 지배)          | 독립 이전 (남아프리카 공화국의 지배)          | 독립 이전 (남아프리카 공화국의 지배)          | 독립 이전 (남아프리카 공화국의 지배)          | 독립 이전 (남아프리카 공화국의 지배)          | 독립 이전 (남아프리카 공화국의 지배)          | 독립 이전 (남아프리카 공화국의 지배)          |                                               |                                               |
| 1982년 | 독립 이전 (남아프리카 공화국의 지배)          | 독립 이전 (남아프리카 공화국의 지배)          | 독립 이전 (남아프리카 공화국의 지배)          | 독립 이전 (남아프리카 공화국의 지배)          | 독립 이전 (남아프리카 공화국의 지배)          | 독립 이전 (남아프리카 공화국의 지배)          | 독립 이전 (남아프리카 공화국의 지배)          |                                               |                                               |
| 1986년 | 독립 이전 (남아프리카 공화국의 지배)          | 독립 이전 (남아프리카 공화국의 지배)          | 독립 이전 (남아프리카 공화국의 지배)          | 독립 이전 (남아프리카 공화국의 지배)          | 독립 이전 (남아프리카 공화국의 지배)          | 독립 이전 (남아프리카 공화국의 지배)          | 독립 이전 (남아프리카 공화국의 지배)          |                                               |                                               |
| 1990년 | 독립 이전 (남아프리카 공화국의 지배)          | 독립 이전 (남아프리카 공화국의 지배)          | 독립 이전 (남아프리카 공화국의 지배)          | 독립 이전 (남아프리카 공화국의 지배)          | 독립 이전 (남아프리카 공화국의 지배)          | 독립 이전 (남아프리카 공화국의 지배)          | 독립 이전 (남아프리카 공화국의 지배)          |                                               |                                               |
| 1994년 | 4                                             | 0                                             | 0                                             | 4                                             | 0                                             | 12                                            | 0                                             |                                               |                                               |
| 1998년 | 8                                             | 2                                             | 2                                             | 4                                             | 9                                             | 18                                            | 8                                             |                                               |                                               |
| 2002년 | 10                                            | 1                                             | 3                                             | 6                                             | 7                                             | 27                                            | 6                                             |                                               |                                               |
| 2006년 | 2                                             | 0                                             | 1                                             | 1                                             | 1                                             | 4                                             | 1                                             |                                               |                                               |
| 2010년 | 6                                             | 2                                             | 0                                             | 4                                             | 7                                             | 12                                            | 6                                             |                                               |                                               |
| 2014년 | 8                                             | 3                                             | 2                                             | 3                                             | 10                                            | 4                                             | 11                                            |                                               |                                               |
| 2018년 | 4                                             | 1                                             | 1                                             | 2                                             | 3                                             | 5                                             | 4                                             |                                               |                                               |
| 합계   | 42                                            | 9                                             | 9                                             | 24                                            | 37                                            | 82                                            | 36                                            |                                               |                                               |
| 순위   | 월드컵 예선 승점 순위 : 140위 (아프리카 32위) | 월드컵 예선 승점 순위 : 140위 (아프리카 32위) | 월드컵 예선 승점 순위 : 140위 (아프리카 32위) | 월드컵 예선 승점 순위 : 140위 (아프리카 32위) | 월드컵 예선 승점 순위 : 140위 (아프리카 32위) | 월드컵 예선 승점 순위 : 140위 (아프리카 32위) | 월드컵 예선 승점 순위 : 140위 (아프리카 32위) | 월드컵 예선 승점 순위 : 140위 (아프리카 32위) | 월드컵 예선 승점 순위 : 140위 (아프리카 32위) |

## 아프리카 네이션스컵(본선)
| 아프리카 네이션스컵 본선 기록 | 아프리카 네이션스컵 본선 기록        | 아프리카 네이션스컵 본선 기록        | 아프리카 네이션스컵 본선 기록        | 아프리카 네이션스컵 본선 기록        | 아프리카 네이션스컵 본선 기록        | 아프리카 네이션스컵 본선 기록        | 아프리카 네이션스컵 본선 기록        | 아프리카 네이션스컵 본선 기록        | 아프리카 네이션스컵 본선 기록        |
| 년도                          | 결과                                 | 순위                                 | 경기                                 | 승                                   | 무                                   | 패                                   | 득점                                 | 실점                                 | 승점                                 |
| ----------------------------- | ------------------------------------ | ------------------------------------ | ------------------------------------ | ------------------------------------ | ------------------------------------ | ------------------------------------ | ------------------------------------ | ------------------------------------ | ------------------------------------ |
| 1957년                        | 독립 이전 (남아프리카 공화국의 지배) | 독립 이전 (남아프리카 공화국의 지배) | 독립 이전 (남아프리카 공화국의 지배) | 독립 이전 (남아프리카 공화국의 지배) | 독립 이전 (남아프리카 공화국의 지배) | 독립 이전 (남아프리카 공화국의 지배) | 독립 이전 (남아프리카 공화국의 지배) | 독립 이전 (남아프리카 공화국의 지배) | 독립 이전 (남아프리카 공화국의 지배) |
| 1959년                        | 독립 이전 (남아프리카 공화국의 지배) | 독립 이전 (남아프리카 공화국의 지배) | 독립 이전 (남아프리카 공화국의 지배) | 독립 이전 (남아프리카 공화국의 지배) | 독립 이전 (남아프리카 공화국의 지배) | 독립 이전 (남아프리카 공화국의 지배) | 독립 이전 (남아프리카 공화국의 지배) | 독립 이전 (남아프리카 공화국의 지배) | 독립 이전 (남아프리카 공화국의 지배) |
| 1962년                        | 독립 이전 (남아프리카 공화국의 지배) | 독립 이전 (남아프리카 공화국의 지배) | 독립 이전 (남아프리카 공화국의 지배) | 독립 이전 (남아프리카 공화국의 지배) | 독립 이전 (남아프리카 공화국의 지배) | 독립 이전 (남아프리카 공화국의 지배) | 독립 이전 (남아프리카 공화국의 지배) | 독립 이전 (남아프리카 공화국의 지배) | 독립 이전 (남아프리카 공화국의 지배) |
| 1963년                        | 독립 이전 (남아프리카 공화국의 지배) | 독립 이전 (남아프리카 공화국의 지배) | 독립 이전 (남아프리카 공화국의 지배) | 독립 이전 (남아프리카 공화국의 지배) | 독립 이전 (남아프리카 공화국의 지배) | 독립 이전 (남아프리카 공화국의 지배) | 독립 이전 (남아프리카 공화국의 지배) | 독립 이전 (남아프리카 공화국의 지배) | 독립 이전 (남아프리카 공화국의 지배) |
| 1965년                        | 독립 이전 (남아프리카 공화국의 지배) | 독립 이전 (남아프리카 공화국의 지배) | 독립 이전 (남아프리카 공화국의 지배) | 독립 이전 (남아프리카 공화국의 지배) | 독립 이전 (남아프리카 공화국의 지배) | 독립 이전 (남아프리카 공화국의 지배) | 독립 이전 (남아프리카 공화국의 지배) | 독립 이전 (남아프리카 공화국의 지배) | 독립 이전 (남아프리카 공화국의 지배) |
| 1968년                        | 독립 이전 (남아프리카 공화국의 지배) | 독립 이전 (남아프리카 공화국의 지배) | 독립 이전 (남아프리카 공화국의 지배) | 독립 이전 (남아프리카 공화국의 지배) | 독립 이전 (남아프리카 공화국의 지배) | 독립 이전 (남아프리카 공화국의 지배) | 독립 이전 (남아프리카 공화국의 지배) | 독립 이전 (남아프리카 공화국의 지배) | 독립 이전 (남아프리카 공화국의 지배) |
| 1970년                        | 독립 이전 (남아프리카 공화국의 지배) | 독립 이전 (남아프리카 공화국의 지배) | 독립 이전 (남아프리카 공화국의 지배) | 독립 이전 (남아프리카 공화국의 지배) | 독립 이전 (남아프리카 공화국의 지배) | 독립 이전 (남아프리카 공화국의 지배) | 독립 이전 (남아프리카 공화국의 지배) | 독립 이전 (남아프리카 공화국의 지배) | 독립 이전 (남아프리카 공화국의 지배) |
| 1972년                        | 독립 이전 (남아프리카 공화국의 지배) | 독립 이전 (남아프리카 공화국의 지배) | 독립 이전 (남아프리카 공화국의 지배) | 독립 이전 (남아프리카 공화국의 지배) | 독립 이전 (남아프리카 공화국의 지배) | 독립 이전 (남아프리카 공화국의 지배) | 독립 이전 (남아프리카 공화국의 지배) | 독립 이전 (남아프리카 공화국의 지배) | 독립 이전 (남아프리카 공화국의 지배) |
| 1974년                        | 독립 이전 (남아프리카 공화국의 지배) | 독립 이전 (남아프리카 공화국의 지배) | 독립 이전 (남아프리카 공화국의 지배) | 독립 이전 (남아프리카 공화국의 지배) | 독립 이전 (남아프리카 공화국의 지배) | 독립 이전 (남아프리카 공화국의 지배) | 독립 이전 (남아프리카 공화국의 지배) | 독립 이전 (남아프리카 공화국의 지배) | 독립 이전 (남아프리카 공화국의 지배) |
| 1976년                        | 독립 이전 (남아프리카 공화국의 지배) | 독립 이전 (남아프리카 공화국의 지배) | 독립 이전 (남아프리카 공화국의 지배) | 독립 이전 (남아프리카 공화국의 지배) | 독립 이전 (남아프리카 공화국의 지배) | 독립 이전 (남아프리카 공화국의 지배) | 독립 이전 (남아프리카 공화국의 지배) | 독립 이전 (남아프리카 공화국의 지배) | 독립 이전 (남아프리카 공화국의 지배) |
| 1978년                        | 독립 이전 (남아프리카 공화국의 지배) | 독립 이전 (남아프리카 공화국의 지배) | 독립 이전 (남아프리카 공화국의 지배) | 독립 이전 (남아프리카 공화국의 지배) | 독립 이전 (남아프리카 공화국의 지배) | 독립 이전 (남아프리카 공화국의 지배) | 독립 이전 (남아프리카 공화국의 지배) | 독립 이전 (남아프리카 공화국의 지배) | 독립 이전 (남아프리카 공화국의 지배) |
| 1980년                        | 독립 이전 (남아프리카 공화국의 지배) | 독립 이전 (남아프리카 공화국의 지배) | 독립 이전 (남아프리카 공화국의 지배) | 독립 이전 (남아프리카 공화국의 지배) | 독립 이전 (남아프리카 공화국의 지배) | 독립 이전 (남아프리카 공화국의 지배) | 독립 이전 (남아프리카 공화국의 지배) | 독립 이전 (남아프리카 공화국의 지배) | 독립 이전 (남아프리카 공화국의 지배) |
| 1982년                        | 독립 이전 (남아프리카 공화국의 지배) | 독립 이전 (남아프리카 공화국의 지배) | 독립 이전 (남아프리카 공화국의 지배) | 독립 이전 (남아프리카 공화국의 지배) | 독립 이전 (남아프리카 공화국의 지배) | 독립 이전 (남아프리카 공화국의 지배) | 독립 이전 (남아프리카 공화국의 지배) | 독립 이전 (남아프리카 공화국의 지배) | 독립 이전 (남아프리카 공화국의 지배) |
| 1984년                        | 독립 이전 (남아프리카 공화국의 지배) | 독립 이전 (남아프리카 공화국의 지배) | 독립 이전 (남아프리카 공화국의 지배) | 독립 이전 (남아프리카 공화국의 지배) | 독립 이전 (남아프리카 공화국의 지배) | 독립 이전 (남아프리카 공화국의 지배) | 독립 이전 (남아프리카 공화국의 지배) | 독립 이전 (남아프리카 공화국의 지배) | 독립 이전 (남아프리카 공화국의 지배) |
| 1986년                        | 독립 이전 (남아프리카 공화국의 지배) | 독립 이전 (남아프리카 공화국의 지배) | 독립 이전 (남아프리카 공화국의 지배) | 독립 이전 (남아프리카 공화국의 지배) | 독립 이전 (남아프리카 공화국의 지배) | 독립 이전 (남아프리카 공화국의 지배) | 독립 이전 (남아프리카 공화국의 지배) | 독립 이전 (남아프리카 공화국의 지배) | 독립 이전 (남아프리카 공화국의 지배) |
| 1988년                        | 독립 이전 (남아프리카 공화국의 지배) | 독립 이전 (남아프리카 공화국의 지배) | 독립 이전 (남아프리카 공화국의 지배) | 독립 이전 (남아프리카 공화국의 지배) | 독립 이전 (남아프리카 공화국의 지배) | 독립 이전 (남아프리카 공화국의 지배) | 독립 이전 (남아프리카 공화국의 지배) | 독립 이전 (남아프리카 공화국의 지배) | 독립 이전 (남아프리카 공화국의 지배) |
| 1990년                        | 독립 이전 (남아프리카 공화국의 지배) | 독립 이전 (남아프리카 공화국의 지배) | 독립 이전 (남아프리카 공화국의 지배) | 독립 이전 (남아프리카 공화국의 지배) | 독립 이전 (남아프리카 공화국의 지배) | 독립 이전 (남아프리카 공화국의 지배) | 독립 이전 (남아프리카 공화국의 지배) | 독립 이전 (남아프리카 공화국의 지배) | 독립 이전 (남아프리카 공화국의 지배) |
| 1992년                        | 비회원국                             | 비회원국                             | 비회원국                             | 비회원국                             | 비회원국                             | 비회원국                             | 비회원국                             | 비회원국                             | 비회원국                             |
| 1994년                        | 불참                                 | 불참                                 | 불참                                 | 불참                                 | 불참                                 | 불참                                 | 불참                                 | 불참                                 | 불참                                 |
| 1996년                        | 예선 탈락                            | 예선 탈락                            | 예선 탈락                            | 예선 탈락                            | 예선 탈락                            | 예선 탈락                            | 예선 탈락                            | 예선 탈락                            | 예선 탈락                            |
| 1998년                        | 조별리그                             | 14위                                 | 3                                    | 0                                    | 1                                    | 2                                    | 7                                    | 11                                   | 1                                    |
| 2000년                        | 예선 탈락                            | 예선 탈락                            | 예선 탈락                            | 예선 탈락                            | 예선 탈락                            | 예선 탈락                            | 예선 탈락                            | 예선 탈락                            | 예선 탈락                            |
| 2002년                        | 예선 탈락                            | 예선 탈락                            | 예선 탈락                            | 예선 탈락                            | 예선 탈락                            | 예선 탈락                            | 예선 탈락                            | 예선 탈락                            | 예선 탈락                            |
| 2004년                        | 예선 탈락                            | 예선 탈락                            | 예선 탈락                            | 예선 탈락                            | 예선 탈락                            | 예선 탈락                            | 예선 탈락                            | 예선 탈락                            | 예선 탈락                            |
| 2006년                        | 예선 탈락                            | 예선 탈락                            | 예선 탈락                            | 예선 탈락                            | 예선 탈락                            | 예선 탈락                            | 예선 탈락                            | 예선 탈락                            | 예선 탈락                            |
| 2008년                        | 조별리그                             | 14위                                 | 3                                    | 0                                    | 1                                    | 2                                    | 2                                    | 7                                    | 1                                    |
| 2010년                        | 예선 탈락                            | 예선 탈락                            | 예선 탈락                            | 예선 탈락                            | 예선 탈락                            | 예선 탈락                            | 예선 탈락                            | 예선 탈락                            | 예선 탈락                            |
| 2012년                        | 예선 탈락                            | 예선 탈락                            | 예선 탈락                            | 예선 탈락                            | 예선 탈락                            | 예선 탈락                            | 예선 탈락                            | 예선 탈락                            | 예선 탈락                            |
| 2013년                        | 예선 탈락                            | 예선 탈락                            | 예선 탈락                            | 예선 탈락                            | 예선 탈락                            | 예선 탈락                            | 예선 탈락                            | 예선 탈락                            | 예선 탈락                            |
| 2015년                        | 예선 탈락                            | 예선 탈락                            | 예선 탈락                            | 예선 탈락                            | 예선 탈락                            | 예선 탈락                            | 예선 탈락                            | 예선 탈락                            | 예선 탈락                            |
| 2017년                        | 예선 탈락                            | 예선 탈락                            | 예선 탈락                            | 예선 탈락                            | 예선 탈락                            | 예선 탈락                            | 예선 탈락                            | 예선 탈락                            | 예선 탈락                            |
| 2019년                        | 조별리그                             | 23위                                 | 3                                    | 0                                    | 0                                    | 3                                    | 1                                    | 6                                    | 0                                    |
| 2021년                        | 예선 탈락                            | 예선 탈락                            | 예선 탈락                            | 예선 탈락                            | 예선 탈락                            | 예선 탈락                            | 예선 탈락                            | 예선 탈락                            | 예선 탈락                            |
| 총계                          | 3회 진출(3/16)                       | 조별리그(3회)                        | 9                                    | 0                                    | 2                                    | 7                                    | 10                                   | 24                                   | 2                                    |
| 순위                          | 아프리카 네이션스컵 역대 순위 : 32위 | 아프리카 네이션스컵 역대 순위 : 32위 | 아프리카 네이션스컵 역대 순위 : 32위 | 아프리카 네이션스컵 역대 순위 : 32위 | 아프리카 네이션스컵 역대 순위 : 32위 | 아프리카 네이션스컵 역대 순위 : 32위 | 아프리카 네이션스컵 역대 순위 : 32위 | 아프리카 네이션스컵 역대 순위 : 32위 | 아프리카 네이션스컵 역대 순위 : 32위 |

### 아프리카 네이션스컵(예선)
| 아프리카 네이션스컵 예선 기록 | 아프리카 네이션스컵 예선 기록        | 아프리카 네이션스컵 예선 기록        | 아프리카 네이션스컵 예선 기록        | 아프리카 네이션스컵 예선 기록        | 아프리카 네이션스컵 예선 기록        | 아프리카 네이션스컵 예선 기록        | 아프리카 네이션스컵 예선 기록        |
| 년도                          | 경기                                 | 승                                   | 무*                                  | 패                                   | 득점                                 | 실점                                 | 승점                                 |
| ----------------------------- | ------------------------------------ | ------------------------------------ | ------------------------------------ | ------------------------------------ | ------------------------------------ | ------------------------------------ | ------------------------------------ |
| 1957년                        | 독립 이전 (남아프리카 공화국의 지배) | 독립 이전 (남아프리카 공화국의 지배) | 독립 이전 (남아프리카 공화국의 지배) | 독립 이전 (남아프리카 공화국의 지배) | 독립 이전 (남아프리카 공화국의 지배) | 독립 이전 (남아프리카 공화국의 지배) | 독립 이전 (남아프리카 공화국의 지배) |
| 1959년                        | 독립 이전 (남아프리카 공화국의 지배) | 독립 이전 (남아프리카 공화국의 지배) | 독립 이전 (남아프리카 공화국의 지배) | 독립 이전 (남아프리카 공화국의 지배) | 독립 이전 (남아프리카 공화국의 지배) | 독립 이전 (남아프리카 공화국의 지배) | 독립 이전 (남아프리카 공화국의 지배) |
| 1962년                        | 독립 이전 (남아프리카 공화국의 지배) | 독립 이전 (남아프리카 공화국의 지배) | 독립 이전 (남아프리카 공화국의 지배) | 독립 이전 (남아프리카 공화국의 지배) | 독립 이전 (남아프리카 공화국의 지배) | 독립 이전 (남아프리카 공화국의 지배) | 독립 이전 (남아프리카 공화국의 지배) |
| 1963년                        | 독립 이전 (남아프리카 공화국의 지배) | 독립 이전 (남아프리카 공화국의 지배) | 독립 이전 (남아프리카 공화국의 지배) | 독립 이전 (남아프리카 공화국의 지배) | 독립 이전 (남아프리카 공화국의 지배) | 독립 이전 (남아프리카 공화국의 지배) | 독립 이전 (남아프리카 공화국의 지배) |
| 1965년                        | 독립 이전 (남아프리카 공화국의 지배) | 독립 이전 (남아프리카 공화국의 지배) | 독립 이전 (남아프리카 공화국의 지배) | 독립 이전 (남아프리카 공화국의 지배) | 독립 이전 (남아프리카 공화국의 지배) | 독립 이전 (남아프리카 공화국의 지배) | 독립 이전 (남아프리카 공화국의 지배) |
| 1968년                        | 독립 이전 (남아프리카 공화국의 지배) | 독립 이전 (남아프리카 공화국의 지배) | 독립 이전 (남아프리카 공화국의 지배) | 독립 이전 (남아프리카 공화국의 지배) | 독립 이전 (남아프리카 공화국의 지배) | 독립 이전 (남아프리카 공화국의 지배) | 독립 이전 (남아프리카 공화국의 지배) |
| 1970년                        | 독립 이전 (남아프리카 공화국의 지배) | 독립 이전 (남아프리카 공화국의 지배) | 독립 이전 (남아프리카 공화국의 지배) | 독립 이전 (남아프리카 공화국의 지배) | 독립 이전 (남아프리카 공화국의 지배) | 독립 이전 (남아프리카 공화국의 지배) | 독립 이전 (남아프리카 공화국의 지배) |
| 1972년                        | 독립 이전 (남아프리카 공화국의 지배) | 독립 이전 (남아프리카 공화국의 지배) | 독립 이전 (남아프리카 공화국의 지배) | 독립 이전 (남아프리카 공화국의 지배) | 독립 이전 (남아프리카 공화국의 지배) | 독립 이전 (남아프리카 공화국의 지배) | 독립 이전 (남아프리카 공화국의 지배) |
| 1974년                        | 독립 이전 (남아프리카 공화국의 지배) | 독립 이전 (남아프리카 공화국의 지배) | 독립 이전 (남아프리카 공화국의 지배) | 독립 이전 (남아프리카 공화국의 지배) | 독립 이전 (남아프리카 공화국의 지배) | 독립 이전 (남아프리카 공화국의 지배) | 독립 이전 (남아프리카 공화국의 지배) |
| 1976년                        | 독립 이전 (남아프리카 공화국의 지배) | 독립 이전 (남아프리카 공화국의 지배) | 독립 이전 (남아프리카 공화국의 지배) | 독립 이전 (남아프리카 공화국의 지배) | 독립 이전 (남아프리카 공화국의 지배) | 독립 이전 (남아프리카 공화국의 지배) | 독립 이전 (남아프리카 공화국의 지배) |
| 1978년                        | 독립 이전 (남아프리카 공화국의 지배) | 독립 이전 (남아프리카 공화국의 지배) | 독립 이전 (남아프리카 공화국의 지배) | 독립 이전 (남아프리카 공화국의 지배) | 독립 이전 (남아프리카 공화국의 지배) | 독립 이전 (남아프리카 공화국의 지배) | 독립 이전 (남아프리카 공화국의 지배) |
| 1980년                        | 독립 이전 (남아프리카 공화국의 지배) | 독립 이전 (남아프리카 공화국의 지배) | 독립 이전 (남아프리카 공화국의 지배) | 독립 이전 (남아프리카 공화국의 지배) | 독립 이전 (남아프리카 공화국의 지배) | 독립 이전 (남아프리카 공화국의 지배) | 독립 이전 (남아프리카 공화국의 지배) |
| 1982년                        | 독립 이전 (남아프리카 공화국의 지배) | 독립 이전 (남아프리카 공화국의 지배) | 독립 이전 (남아프리카 공화국의 지배) | 독립 이전 (남아프리카 공화국의 지배) | 독립 이전 (남아프리카 공화국의 지배) | 독립 이전 (남아프리카 공화국의 지배) | 독립 이전 (남아프리카 공화국의 지배) |
| 1984년                        | 독립 이전 (남아프리카 공화국의 지배) | 독립 이전 (남아프리카 공화국의 지배) | 독립 이전 (남아프리카 공화국의 지배) | 독립 이전 (남아프리카 공화국의 지배) | 독립 이전 (남아프리카 공화국의 지배) | 독립 이전 (남아프리카 공화국의 지배) | 독립 이전 (남아프리카 공화국의 지배) |
| 1986년                        | 독립 이전 (남아프리카 공화국의 지배) | 독립 이전 (남아프리카 공화국의 지배) | 독립 이전 (남아프리카 공화국의 지배) | 독립 이전 (남아프리카 공화국의 지배) | 독립 이전 (남아프리카 공화국의 지배) | 독립 이전 (남아프리카 공화국의 지배) | 독립 이전 (남아프리카 공화국의 지배) |
| 1988년                        | 독립 이전 (남아프리카 공화국의 지배) | 독립 이전 (남아프리카 공화국의 지배) | 독립 이전 (남아프리카 공화국의 지배) | 독립 이전 (남아프리카 공화국의 지배) | 독립 이전 (남아프리카 공화국의 지배) | 독립 이전 (남아프리카 공화국의 지배) | 독립 이전 (남아프리카 공화국의 지배) |
| 1990년                        | 독립 이전 (남아프리카 공화국의 지배) | 독립 이전 (남아프리카 공화국의 지배) | 독립 이전 (남아프리카 공화국의 지배) | 독립 이전 (남아프리카 공화국의 지배) | 독립 이전 (남아프리카 공화국의 지배) | 독립 이전 (남아프리카 공화국의 지배) | 독립 이전 (남아프리카 공화국의 지배) |
| 1992년                        | 비회원국                             | 비회원국                             | 비회원국                             | 비회원국                             | 비회원국                             | 비회원국                             | 비회원국                             |
| 1994년                        | 불참                                 | 불참                                 | 불참                                 | 불참                                 | 불참                                 | 불참                                 | 불참                                 |
| 1996년                        | 10                                   | 1                                    | 5                                    | 4                                    | 8                                    | 16                                   | 8                                    |
| 1998년                        | 8                                    | 3                                    | 3                                    | 2                                    | 10                                   | 7                                    | 12                                   |
| 2000년                        | 8                                    | 2                                    | 2                                    | 4                                    | 5                                    | 11                                   | 8                                    |
| 2002년                        | 8                                    | 2                                    | 2                                    | 4                                    | 13                                   | 15                                   | 8                                    |
| 2004년                        | 4                                    | 1                                    | 0                                    | 3                                    | 2                                    | 5                                    | 3                                    |
| 2006년                        | 2                                    | 0                                    | 1                                    | 1                                    | 1                                    | 4                                    | 1                                    |
| 2008년                        | 6                                    | 3                                    | 1                                    | 2                                    | 9                                    | 8                                    | 10                                   |
| 2010년                        | 6                                    | 2                                    | 0                                    | 4                                    | 7                                    | 12                                   | 6                                    |
| 2012년                        | 4                                    | 1                                    | 0                                    | 3                                    | 3                                    | 11                                   | 3                                    |
| 2013년                        | 2                                    | 0                                    | 1                                    | 1                                    | 0                                    | 1                                    | 1                                    |
| 2015년                        | 2                                    | 1                                    | 0                                    | 1                                    | 1                                    | 3                                    | 3                                    |
| 2017년                        | 6                                    | 2                                    | 0                                    | 4                                    | 5                                    | 9                                    | 6                                    |
| 2019년                        | 6                                    | 2                                    | 2                                    | 2                                    | 6                                    | 5                                    | 8                                    |
| 2021년                        | 6                                    | 3                                    | 0                                    | 3                                    | 8                                    | 7                                    | 9                                    |
| 합계                          | 80                                   | 23                                   | 17                                   | 38                                   | 78                                   | 115                                  | 78                                   |

## 선수 명단
아래 선수 명단은 2026년 FIFA 월드컵 아프리카 지역 1차 예선에 나서는 23명의 선수들이다
골키퍼
- 로이드 카자푸아
- 버질 브리스
- 라탄다 음바주바라

수비수
- 그레고리 아우쿠멥
- 아이번 캄베리파
- 아프로시어스 페트러스
- 비타피 응가루카
- 래리 호렙
- 크리스 카트쥬쿠아
- 테베리우스 롬바드

미드필더
- 호토 카벤지
- 윌리 스티브너스
- 헨드릭 소멥
- 이매뉴얼 헤이타
- 조슬린 카마투카
- 마셀 파파마
- 다이너모 프레더릭스

공격수
- 벤슨 실롱고
- 오브리 암셉
- 피터 샬룰릴레
- 웬들 루다스
- 르웰린 스탠리
- 엘모 캄빈두

## 주목할 만한 선수
- 콜린 벤저민